# Clarion (Unternehmen)
Clarion K.K. (jap. クラリオン株式会社, Kurarion Kabushiki kaisha, engl. Clarion Co. Ltd.) ist ein international tätiger Hersteller von Unterhaltungselektronik im Car-HiFi-Bereich. Seit März 2019 gehört Clarion zu 100 Prozent zum französischen Kraftfahrzeugzulieferer Forvia SE.
Der Hauptgeschäftssitz des Konzerns ist in Hakusan im Tokioter Stadtbezirk Bunkyō, die Hauptniederlassung und das Technologiezentrum in Chūō-ku, Saitama. Das Unternehmen betreibt Niederlassungen in den USA und Europa. Eine der europäischen Tochtergesellschaften, die Clarion Europa GmbH, hat ihren Sitz in Mörfelden-Walldorf. Hauptproduktgruppen sind Autoradios, Navigationssysteme, Kameras (Rückfahr- und Nachtsichtkamera) und verwandte Komponenten.

## Geschichte

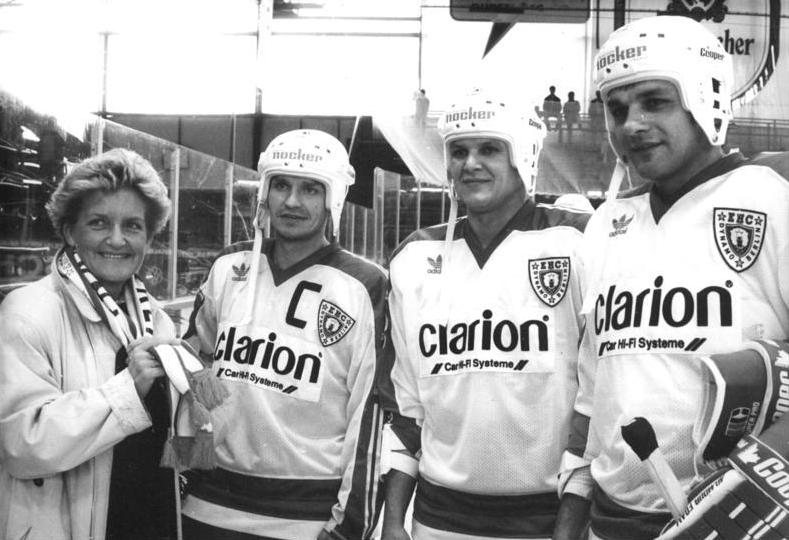
Clarion als Trikotsponsor des Eishockey-Bundesligavereins EHC Dynamo Berlin, 1990

Das Unternehmen wurde im Dezember 1940 als Hakusan Musen Denki K.K. (白山無線電機株式会社, deutsch „Hakusan drahtlose-Elektrik-AG“) in Bunkyō, Tokio gegründet und produzierte zunächst batteriebetriebene Radios für den Haushalt. 1947 wurde der Markenname Clarion (abgeleitet von einem Blasinstrument aus dem antiken Griechenland) eingeführt und im Februar 1951 das erste Autoradio Japans produziert. Clarion entwickelte 1959 das weltweit erste volltransistorierte Autoradio. Japans erstes Stereoradio für Automobile wurde 1959 entwickelt. Im Dezember 1970 erfolgte die Umfirmierung auf den aktuellen Unternehmensnamen Clarion. Die ersten Autoradio-Komponentensysteme werden 1978 eingeführt. Der weltweit erste grafische Equalizer Booster (EQB) wurde im selben Jahr entwickelt. 1980 folgte die Entwicklung des weltweit ersten Radios für Motorräder. Europas erste Multimedia-Station für das In-Car Entertainment (VRX8370R) wurde 1997 entwickelt. Das erste Autoradio auf Computerbasis (Clarion Auto PC) wurde ab 1998 überwiegend in Fahrzeugen der PSA-Gruppe eingesetzt. Das weltweit erste Autoradio mit integriertem Dolby-Pro-Logic II Decoder (DXZ928R) folgte 2002. Im gleichen Jahr wurde das Garantie-Austauschsystem für Autoradios eingeführt. Im Oktober 2018 gab Faurecia bekannt, dass Clarion vollständig übernommen und in den neuen Geschäftsbereich Faurecia Clarion Electronic Systems integriert werden soll. Der Hauptsitz wird in Tokio liegen. Die Übernahme erfolgte am 28. März 2019 zu einem Kaufpreis von umgerechnet rund 1,1 Milliarden Euro.

Firmenlogo bis November 2012

## Kennzahlen
Insgesamt beschäftigt der Konzern weltweit über 10.000 Arbeitnehmer. Der Umsatz lag 2006 bei über 1,5 Milliarden $.

## Belege
1. ↑  Clarion Mörfelden-Walldorf. In: wer-zu-wem.de. Abgerufen am 5. Januar 2024.
2. ↑  Clarion Company Ltd. In: encyclopedia.com. Abgerufen am 5. Januar 2024.